# Naevus spilus

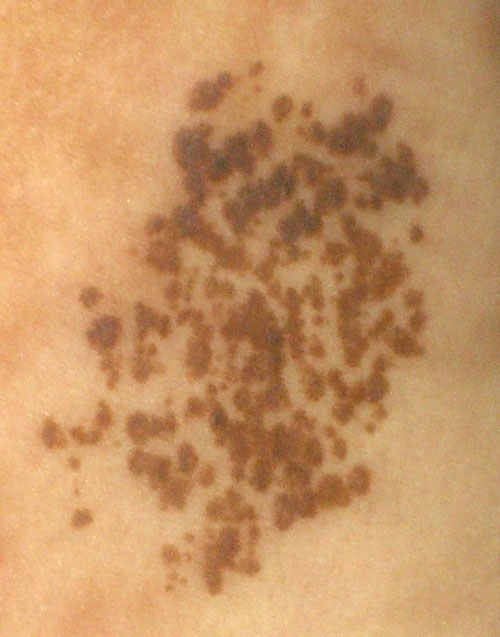
Naevus spilus, etwa 3 cm × 4 cm

Ein Naevus spilus ist ein relativ großer, gleichmäßig braun gefärbter Hautfleck (ähnlich einem Café-au-lait-Fleck), der auf dem pigmentierten Grund aber zusätzlich zahlreiche eingesprenkelte kleine dunkelbraune Flecken aufweist (Nävuszellnävi). Der Ausdruck „spilus“ bezieht sich auf das altgriechische Wort „spilos“, welches mit „Schmutz“ übersetzt werden kann: ein Naevus spilus wirkt bei oberflächlicher Betrachtung wie ein „Schmutzfleck“. Er wird wegen seines charakteristischen Aussehens oft auch „Kiebitz-Ei-Nävus“ genannt. Es handelt sich um eine bestimmte Unterart von gutartigen, begrenzten, pigmentierten Fehlbildungen der Haut (Pigmentnävi), umgangssprachlich „Leberflecken“ oder „Muttermale“.
Eine Kombination mit einem Naevus sebaceus findet sich bei der Phakomatosis pigmentokeratotica.

## Epidemiologie
Im Durchschnitt finden sich bei 3 von 100 hellhäutigen Erwachsenen Naevi spili.

## Klinik
Diese Art von Pigmentnävus entspricht der Kombination einer großflächigen Hyperpigmentierung (ähnlich einer großen Lentigo simplex bzw. einem Café-au-lait-Fleck) mit vielen im darin verstreuten kleineren Nävuszellnävi. Der Gesamtdurchmesser geht von wenigen Zentimetern bis über 15 cm. Die kleineren Nävuszellnävi sind im Durchmesser 2–3 mm groß und können Erhabenheiten aufweisen, da es sich hierbei entweder um Junktionsnävi oder Compound-Nävi handeln kann.

## Prognose
Das Vorhandensein von dysplastischen Nävi innerhalb dieser Hautveränderung oder ihre spätere Entwicklung und der Übergang in ein malignes Melanom sind selten.